# 西乌尼昂
西乌尼昂是巴西圣卡塔琳娜州的一个市镇。总面积93.058平方公里，总人口3058人，人口密度32.9人/平方公里。